# Treosulfan
Treosulfan là một chất đang được nghiên cứu trong điều trị ung thư. Nó thuộc họ thuốc gọi là tác nhân kiềm hóa. Nó đã được sử dụng chủ yếu như là một thay thế của busulfan ở những bệnh nhân yếu, vì các tác dụng phụ và độc tính được cho là ít nghiêm trọng hơn.